# المنزلة (الظهار)

تعديل مصدري - تعديل

المنزلة هي إحدى قرى عزلة ثواب الأسفل بمديرية الظهار التابعة لمحافظة إب، بلغ تعداد سكانها 551 نسمة حسب تعداد اليمن لعام 2004.